# 1 E18 s
Cet article liste des exemples de temps de l'ordre de 1018 s, soit 1 milliard de milliards de secondes, afin de comparer différents ordres de grandeur.

## Exemples
| Durée (×1018) s | Unités usuelles        | Événement                                                  |
| --------------- | ---------------------- | ---------------------------------------------------------- |
| 1,00            | 1 exaseconde           | 32 milliards d'années                                      |
| 3,16            | 100 milliards d'années | Espérance de vie totale de l'Univers si celui-ci est fermé |